# Carlo Fontana
Carlo Fontana   (Novazzano i Suïssa, 22 d'abril de 1638 - Roma, 5 de febrer de 1714) fou un arquitecte italià, considerat com un dels millors del barroc romà. Pertanyia a una família notable d'arquitectes, originaris del Cantó de Ticino, que al llarg dels segles xvi i xvii van realitzar intervencions tècniques i funcionals en el teixit urbà de Roma. Era nebot de Domenico Fontana. Va començar a treballar amb Pietro da Cortona, C.Rainaldi i L.Bernini. En les seves obres, com Santa Maria dei Miracoli, Santa Maria di Montesanto, façana de San Marcello del Corso, Palazzo Odescalchi, santuari de Loiola, mostren la seva preferència per les cúpules i les rotondes i un tractament arquitectònic academicista dins el seu barroquisme. Com a teòric publicà un estudi sobre el Vaticà (Templum Vaticanum) i uns altres d'urbanisme i d'acústica.